# Faro di Punta de Teno
Il faro di Punta de Teno (in spagnolo Faro de Punta de Teno) è un faro attivo nel comune di Buenavista del Norte, sull'isola di Tenerife.
Il faro è stato il secondo ad essere costruito sullo stretto promontorio roccioso di Punta de Teno, che è il punto più occidentale dell'isola. È uno dei sette fari che segnano la costa di Tenerife e si trova tra il faro di Punta Rasca a sud-est e il moderno faro di Buenavista a nord-est.

## Storia

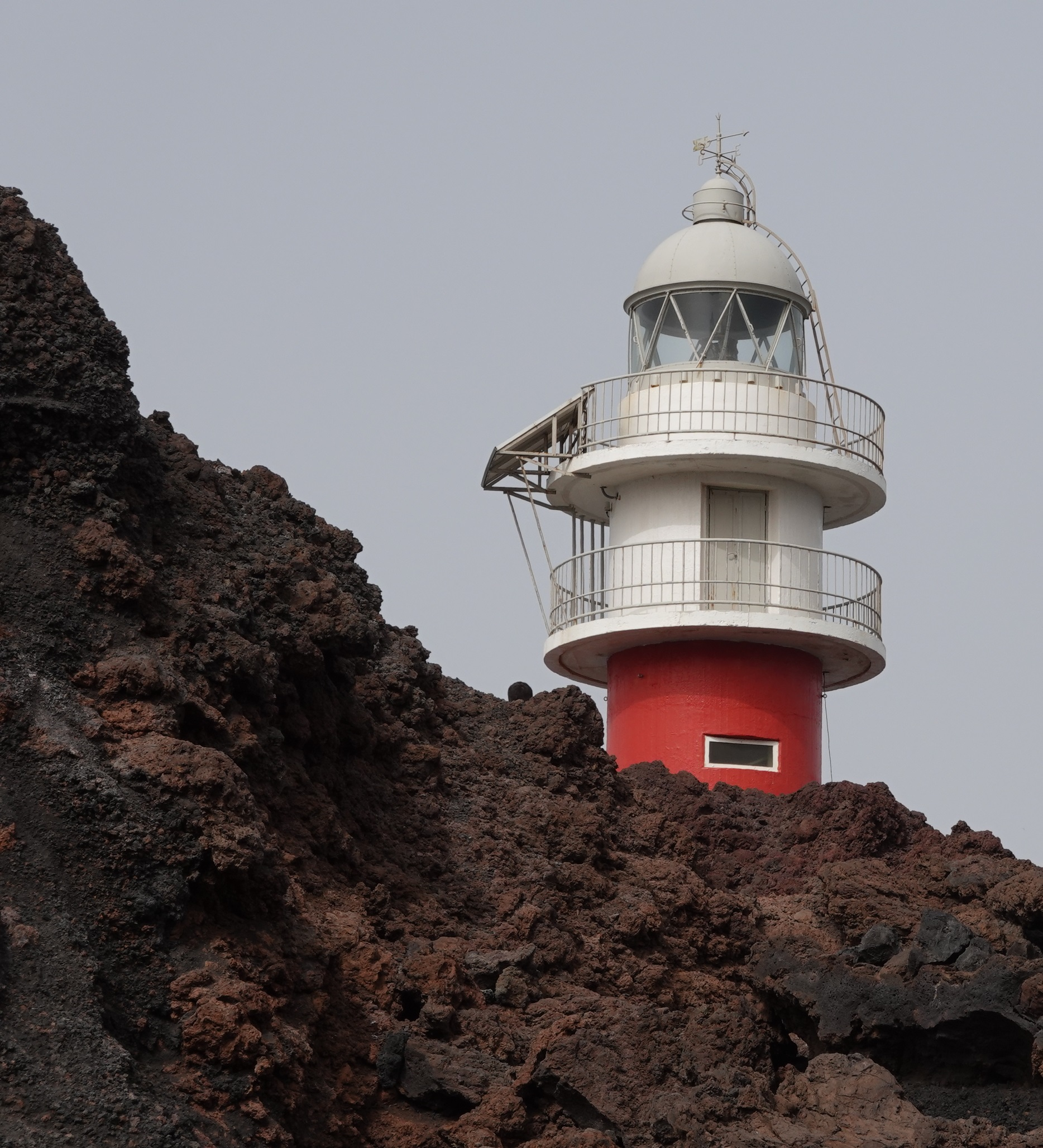
Dettaglio del faro di Punta de Teno.

La costruzione del primo faro di Punta de Teno iniziò nell'aprile del 1891 e si concluse nel marzo del 1893, ma la sua entrata in funzione avvenne solo il 7 ottobre 1897.
Il faro era costituito da un edificio ad un piano in pietra scolpita, con abitazioni piccole, ma sufficienti ad ospitare due custodi con le rispettive famiglie. Queste abitazioni disponevano di sala da pranzo, camera da letto, cucina e bagno, il tutto organizzato intorno un patio, oltre all'ufficio, locali per il personale ispettivo, magazzino e ripostiglio. La torre, tutta costruita con pietra estratta da una cava della vicina isola di La Gomera, come il resto dell'edificio, aveva un'altezza di 7,62 metri.
L'attuale torre, di 20 metri di altezza dal suolo, fu costruita nel 1978.